# Boophis tsilomaro
Espèce
Statut de conservation UICN

 CR B1ab(iii) : 
En danger critique
Boophis tsilomaro est une espèce d'amphibiens de la famille des Mantellidae.

## Répartition
Cette espèce est endémique de Madagascar. Elle se rencontre à environ 170 m d'altitude dans la Péninsule Sahamalaza.

## Description
Boophis tsilomaro  mesure de 52,8 à 64,1 mm pour les mâles et de 49,1 à 57,9 mm pour les femelles. 

## Étymologie
Son nom d'espèce, du malgache tsilo, « épine », et maro, « beaucoup », lui a été donné en référence aux spicules kératinisées typiques sur le dos et la poitrine de mâles reproducteurs.

## Publication originale
- Vences, Andreone, Glos & Glaw, 2010 : Molecular and bioacoustic differentiation of Boophis occidentalis with description of a new treefrog from north-western Madagascar. Zootaxa, no 2544, p. 54–68 (texte intégral).